# 坂パーキングエリア
坂パーキングエリア（さかパーキングエリア）は、広島県安芸郡坂町桂切の広島呉道路坂本線料金所に併設されているパーキングエリアである。広島方面のみ停車可能で、広島呉道路唯一のパーキングエリアである。
料金所ブースより呉寄りに設置されている。設備はトイレと自動販売機のみ。

## 道路
- E31 広島呉道路

## 歴史
- 1974年5月29日 - 仁保IC-坂IC（現：坂北IC）開通と同時に設置。

## 隣
E31 広島呉道路
(1-1) 仁保JCT - 坂PA/坂本線料金所 - (2-1) 坂北IC - (2-2) 坂南IC